# Raúl García Pierna
Pour les articles homonymes, voir Raúl García et García.
Raúl García Pierna (né le 23 février 2001 à Madrid) est un coureur cycliste espagnol. Il est le fils de Félix García Casas et le frère de Carlos García Pierna, également coureurs cyclistes.

## Biographie
Raúl García Pierna rejoint l'équipe Lizarte en 2020, pour son passage chez les espoirs (moins de 23 ans).
Il s'engage pour 2024 avec Arkéa-B&B Hotels.
Raúl García Pierna est considéré comme un coureur complet, capable à la fois de s'illustrer sur des courses d'un jour et d'être placé au classement général de courses d'une semaine ou moins. Il est notamment placé sur le Tour de Burgos 2023, où il finit 3e de la 4e étape après une échappée, devancé par Oier Lazkano et Santiago Buitrago. Il décroche la 3e place du Tour de La Provence 2024, dans le même temps qu’Axel Zingle qui finit 2e. Il finit meilleur jeune de la course l'année suivante. Il atteint de même le top 10 du Gran Camiño 2024, malgré le panel relevé de coureurs au départ, comme Jonas Vingegaard, Egan Bernal ou Richard Carapaz. García Pierna est un spécialiste du contre-la-montre, remportant sa première victoire majeure sur le championnat d'Espagne du contre-la-montre 2022.

## Palmarès sur route

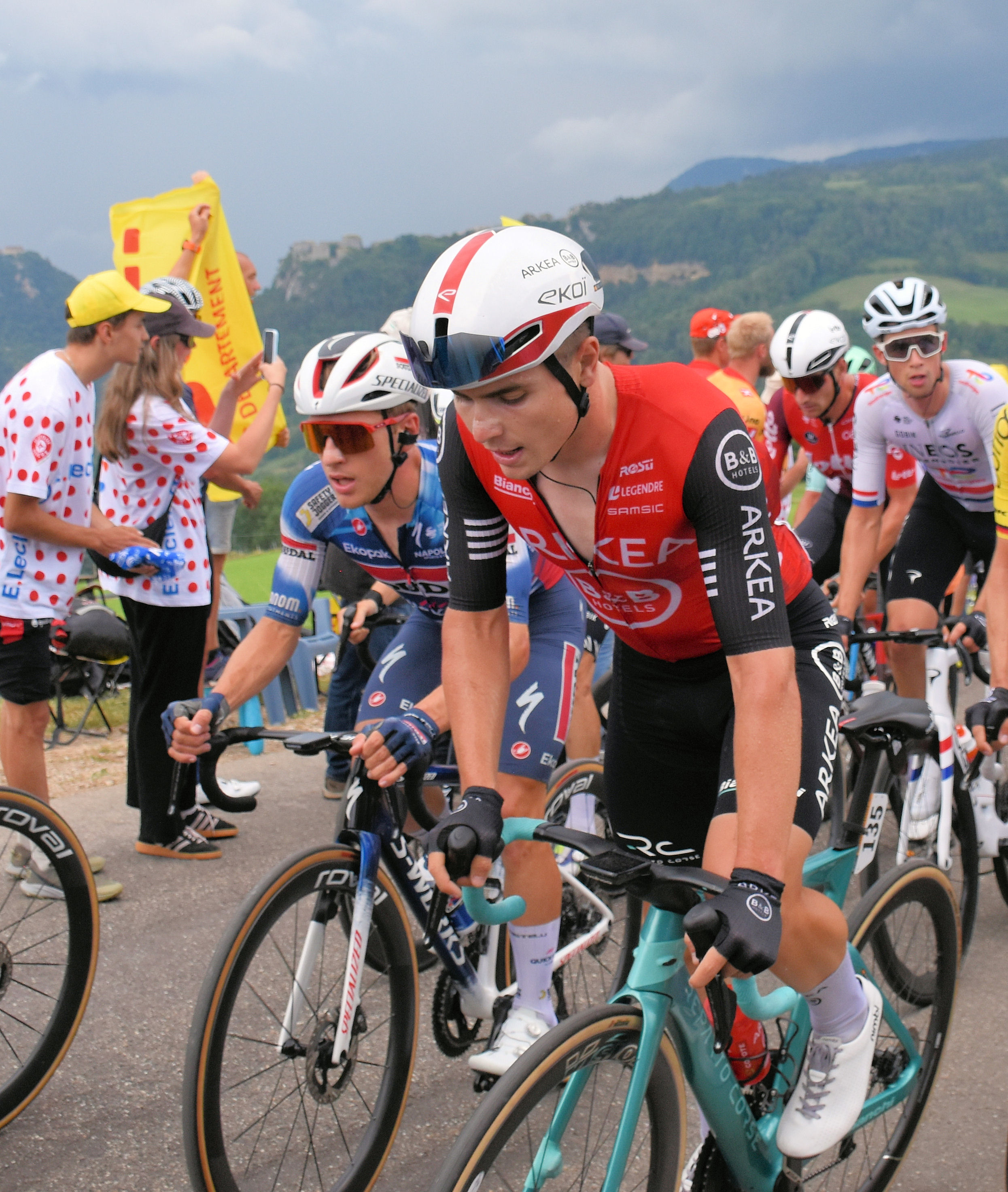
Raúl García Pierna #135 sur le Tour de France 2025

### Par année
- 2019
  - Vainqueur de la Coupe d'Espagne juniors
  - 4e étape de la Vuelta al Besaya
  - Tour de Valladolid juniors :
    - Classement général
    - 2e (contre-la-montre) et 4e étapes

  - 3e de la Vuelta al Besaya
  - 3e du championnat d'Espagne sur route juniors
- 2020
  -  Champion d'Espagne du contre-la-montre espoirs
  - 4e étape du Tour de Zamora
  - 2e du Mémorial Ángel Lozano
  - 3e de la Goierriko Itzulia
  - 3e du Tour de Zamora
  - 3e du Trofeo San José
  - 3e du Tour de Valence
- 2021
  - 6e du championnat d'Europe du contre-la-montre espoirs
- 2022
  -  Champion d'Espagne du contre-la-montre
  - 8e du championnat du monde du contre-la-montre espoirs
- 2023
  - 4e du championnat du monde du contre-la-montre espoirs
  - 6e du championnat d'Europe du contre-la-montre espoirs
- 2024
  - 3e du Tour de La Provence
  - 3e du championnat d'Espagne du contre-la-montre
- 2025
  - 1re étape de la Route d'Occitanie (contre-la-montre)
  - 3e du championnat d'Espagne du contre-la-montre

### Résultats sur les grands tours

#### Tour de France
2 participations
- 2024 : 98e
- 2025 : 26e

#### Tour d'Espagne
1 participation
- 2022 : 47e

### Classements mondiaux
| Année                                 | 2020 | 2021  | 2022 | 2023 | 2024 |
| ------------------------------------- | ---- | ----- | ---- | ---- | ---- |
| Classement mondial                    | 962e | 1174e | 479e | 502e | 337e |
| UCI Europe Tour                       | 752e | 864e  | 381e | nc   | nc   |
|                                       |      |       |      |      |      |
| Légende : nc = non classéSource : UCI |      |       |      |      |      |

## Palmarès sur piste

### Championnats du monde juniors
- Francfort-sur-l'Oder 2019
  -  Médaillé de bronze de la course aux points

### Championnats d'Europe
| Édition / Épreuve                 | Course scratch | Course à l'élimination |
| Gand 2019 (juniors)               | Bronze         |                        |
| Fiorenzuola d'Arda 2020 (espoirs) |                | Bronze                 |

### Championnats nationaux
- 2018
  - 2e du championnat d'Espagne de l'américaine juniors
- 2019
  -  Champion d'Espagne de poursuite juniors
  -  Champion d'Espagne de course aux points juniors
- 2020
  -  Champion d'Espagne du scratch espoirs
  - 2e du championnat d'Espagne du scratch
  - 3e du championnat d'Espagne de l'américaine